# Legame di coordinazione
Il legame di coordinazione (descritto in alcuni testi anche col termine legame dativo) è un particolare tipo di legame chimico covalente in cui una coppia di elettroni viene messa a disposizione direttamente da un solo atomo, mentre l'altro atomo che contrae il legame non utilizza elettroni propri in compartecipazione bensì sfrutta la coppia "donata" dal primo atomo;
è da tener presente che il legame dativo, una volta formatosi, è della stessa natura di un legame covalente (si basa sempre su una coppia di elettroni condivisa, anche se fornita interamente da uno solo dei due atomi che si sono legati).
Classicamente il legame di coordinazione s'instaura quando reagiscono un acido e una base di Lewis: l'acido di Lewis è un composto che ha tendenza elettrofila e tende a legarsi a composti che possiedono coppie elettroniche non sfruttate in legami e che sono definiti basi di Lewis. Il risultato di questa reazione acido-base produce quello che viene detto addotto di Lewis. In tal modo la specie che dona gli elettroni acquisirà una carica formale positiva, mentre la specie che acquista gli elettroni assumerà carica formale negativa.
Il legame di coordinazione è ampiamente studiato in chimica inorganica, essendo alla base della formazione dei complessi. Il moderno approccio quantomeccanico permette di spiegare in modo esauriente l'esistenza di una vasta gamma di basi di Lewis in grado di agire da ligandi in grado di coordinarsi, anche con meccanismo diverso dalla semplice condivisione del doppietto elettronico, con una grande varietà di atomi o ioni metallici.
Esempio di legami di coordinazione sono rappresentati da quelli relativi alla formazione dello ione ammonio NH4+, di H3N-BF3, di H3O+ e di [Cu(H2O)6]2+ al quale è legato il colore azzurro delle soluzioni acquose dei sali di rame.

## Interpretazione

### Legame di Lewis
Secondo la teoria del legame di Lewis è possibile rappresentare il legame di coordinazione sfruttando le strutture di Lewis.
In questo esempio l'ammoniaca utilizza il proprio doppietto elettronico per instaurare un legame di coordinazione, indicato dalla freccia che parte dalla coppia solitaria ed è indirizzata verso l'acido di Lewis, con il protone H+ per formare lo ione ammonio. Contando gli elettroni si nota che l'azoto raggiunge l'ottetto e l'idrogeno il duetto, raggiungendo così una situazione più stabile. La struttura di Lewis è un metodo pratico che può servire a scrivere correttamente le formule di struttura.

### Orbitali molecolari
La teoria degli orbitali molecolari spiega il legame di coordinazione affermando che un legame coordinativo risulta possibile in quanto l'acido di Lewis è una specie chimica il cui LUMO è posto a livelli energetici non troppo elevati, in modo che possa interagire con l'orbitale HOMO della base non posto a livelli energetici troppo bassi.
Con l'approccio quantomeccanico non solo si riesce a spiegare esaurientemente il legame di coordinazione dei complessi, anche non necessariamente ricorrendo al concetto di ibridazione, ma si riesce anche a spiegare il legame con ligandi che non contengono doppietti elettronici, come nel caso del benzene o dei ligandi alchenici e alchinici, e particolari effetti come la retrodonazione π. Ciò è ottenuto applicando la teoria del campo dei ligandi.